# Neocladura
Neocladura är ett släkte av tvåvingar. Neocladura ingår i familjen småharkrankar.
Kladogram enligt Catalogue of Life:
| Neocladura | \| \| Neocladura americana \| \| \| \| \| \| Neocladura delicatula \| \| \| \| |
|            | \| \| Neocladura americana \| \| \| \| \| \| Neocladura delicatula \| \| \| \| |
|            | Neocladura americana                                                           |
|            |                                                                                |
|            | Neocladura delicatula                                                          |
|            |                                                                                |